# 日山正明
日山 正明（ひやま まさあき、1959年9月2日 - ）は、日本のドラマー。カシオペア等の元メンバー。

## 略歴
小学生時代より音楽に興味を持ち、15歳でドラム・セットを始め17歳頃、尚美音楽院のドラム科、打楽器科で1年程レッスンを受ける。1979年にギタリスト小川銀次率いるフュージョン・グループ、クロスウィンドに参加。その後、ジャズ・テナー・サクソフォーン奏者の松本英彦グループに参加。旧ソ連ツアーへも参加。1982年にはジャズ・ピアニストの益田幹夫のグループに参加しレコーディング。翌年にはヴォーカリストのアンリ菅野のバンドに参加する。その後、西直樹、秋山一将のグループと活動し1989年専門学校ミューズ音楽院ドラム科講師を務める。
1990年に第2期カシオペアに参加。1992年8月まで在籍する。在籍中4枚のアルバムと3作の映像作品制作へ参加した。
1993年より2年間、歌手野口五郎のバンドに参加。
2000年代には元アイドルのザ・リリーズのライヴ活動に参加するのと並行して、ギタリスト伊谷希率いるITANIに参加していた。

## 参加作品
- 益田幹夫「CHI CHI」:1982年 ビクター音楽産業
- 仲村裕美 「スワンダフル」:1983年 ビクター音楽産業
- カシオペア
  - 「The Party」:1990年 パイオニアLDC
  - 「SPLENDER」:パイオニアLDC（シングル）
  - 「Full Colors」:1991年 パイオニアLDC
  - 「Active」:1992年 パイオニアLDC
  - 「We Want More」:1992年 パイオニアLDC
- 三枝成彰  「失楽園」 :1991年 CBS/SONY
- dorlis 「swingin' street」:2004年 SUPA RECORDS
- ITANI 「Station To Station」 :2012年 BQ Records